# جوزيف أ. بيرك
جوزيف أ. بيرك (بالإنجليزية: Joseph A. Burke)‏ هو كاهن كاثوليكي أمريكي، ولد في 27 أغسطس 1886 في بوفالو في الولايات المتحدة، وتوفي في 16 أكتوبر 1962.